# Fredagen den trettonde

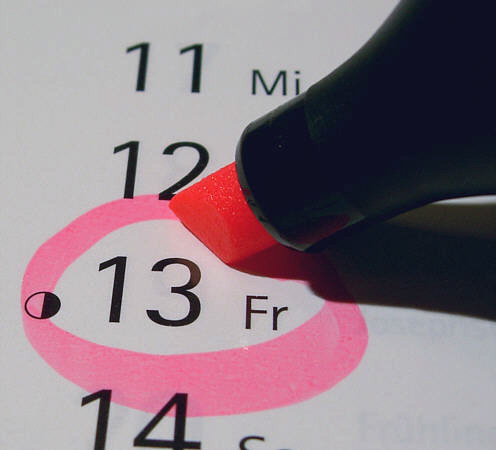
Fredagen den trettonde i en tysk kalender.

Fredagen den trettonde, är en otursdag enligt skrock. Den inträffar en till tre gånger varje år.

## Bakgrund och historik
Föreställningen om fredagen den trettonde som olycksdag kan tidigast beläggas i mitten av 1800-talet, och verkligt spridd bland folk i allmänhet blev den först på 1900-talet. Idén vann anklang inte minst inom litteraturen, till exempel i Thomas W. Lawsons roman Friday, the Thirteenth (1907), som handlar om panik bland börsmäklare på Wall Street. Först under decennierna därefter började man på allvar uppfatta fredagen den 13 som en dag då man borde ta sig i akt. Ett av de historiska exempel på viktiga händelser är att ett betydande antal ordensmedlemmar från Tempelherreorden blev fängslade av Filip IV av Frankrike fredagen den 13 oktober 1307 på order av påven Clemens V. Många av dessa torterades och avrättades dessutom.
En annan hypotes grundar sig på att Jesus hade tolv lärjungar, och när Jesus förråddes var Judas Iskariot den trettonde vid bordet. Det kan även ha varit så att det baseras på att det fanns sammanlagt tretton personer och att Jesus korsfästes och dog på långfredagen.

## Folktro
Fredagen betraktades i det gamla bondesamhället som ett slags helg- och vilodag, en dag som var olämplig att börja med ett arbete på och det man gjorde fick inte vara bullersamt. Det var också olämpligt att starta en resa, särskilt en längre mer äventyrlig resa, speciellt till sjöss. Talet 13 betraktas som ett magiskt tal inom folktro och magi.

## Fobier
Triskaidekafobi (av grekiskans treiskaideka ’tretton’ och phobos ’rädsla’) är fobi för talet tretton och fobi för fredagen den trettonde specifikt kallas paraskavedekatriafobi eller paraskevidekatriafobi" av grekiskans Παρασκευή (paraskeví) ’fredag’,  δεκατρείς (dekatreís) ’tretton’ och φοβία (fobi) ’rädsla’.

## Statistik
Enligt en omfattande olycksgranskning som försäkringsbolaget Trygg-Hansa genomfört (publicerad 2012) inträffar nästan sju procent färre skador under fredagen den 13 än under en genomsnittlig dag och tre procent färre skador fredagen den 13 än under en genomsnittlig fredag.